# Zaki Nassif
Zaki Nassif (ur. 4 lipca 1915, zm. 11 marca 2004) – jeden z najbardziej znanych kompozytorów libańskich.
Zdobył wykształcenie muzyczne na Amerykańskim Uniwersytecie w Bejrucie w latach 30. Na początku kariery współpracował z Radiem Liban i Radiem-Orient jako kompozytor i wykonawca piosenek.
Był twórcą ponad 2 tysięcy utworów, nawiązujących do ludowej muzyki libańskiej. Wiele z nich śpiewał sam, współpracował także z innymi wykonawcami, m.in. Wadi as-Safi i Fairuz. Jedną z najbardziej znanych kompozycji Nassifa była pieśń patriotyczna Rajeh Yittammar Libnan (Liban zostanie odbudowany), nawołująca Libańczyków do pracy nad odbudową kraju zrujnowanego wojną domową 1975–1990.
W 1995 razem z Fairuz wydał album Fairuz Chante Zaki Nassif. Był sędzią w programie telewizyjnym poszukującym talentów muzycznych Studio El Fann.